# Nederlandse kampioenschappen marathonschaatsen op kunstijs 2015
De Nederlandse kampioenschappen marathonschaatsen op kunstijs in 2015 werden gehouden op zondag 4 januari op kunstijsbaan Kardinge in Groningen.

## Mannen

### Verslag
De wedstrijd ging over 150 ronden. Jorrit Bergsma en Marcel van Ham pakten zo halverwege de wedstrijd een ronde voorsprong en stonden die mede dankzij het werk van de ploeggenoten van Bergsma niet meer af. Nadat Gary Hekman in de pelotonsprint brons had veroverd moesten Bergsma en Van Ham nog zes ronden rijden om goud en zilver te verdelen, Bergsma bleef op kop en ging van kop af de sprint aan waar Van Ham geen antwoord op had. Bergsma veroverde zijn eerste Nederlandse titel op kunstijs, nadat hij wel al kampioen was geweest op natuurijs en olympisch kampioen op de 10.000 meter langebaanschaatsen.

### Uitslag[2]
| Pos.   | Schaatser         | Ploeg                       |
| ------ | ----------------- | --------------------------- |
| Goud   | Jorrit Bergsma    | Team A-ware/Fonterra        |
| Zilver | Marcel van Ham    | Please payroll              |
| Brons  | Gary Hekman       | Team Van Werven             |
| 4      | Evert Hoolwerf    | Team Tjolk                  |
| 5      | Frank Vreugdenhil | Team Husqvarna/Primagaz     |
| 6      | Karlo Timmerman   | Team Stressless             |
| 7      | Rick Smit         | Team Van Werven             |
| 8      | Jan van Loon      | AB Vakwerk Schaatsteam      |
| 9      | Mart Bruggink     | CRV-Interfarms Schaatsploeg |
| 10     | Bart Mol          | Schaatsteam Bouw & Techniek |

Arjan Stroetinga was oorspronkelijk vierde, maar werd gediskwalificeerd vanwege het hinderen van Marcel van Ham.

## Vrouwen

### Verslag
De wedstrijd ging over 80 ronden. Met nog achttien ronden te gaan, viel favoriete Mariska Huisman, maar ze stond weer op en sloot mede dankzij haar ploeggenoten snel weer aan in het peloton. In de sprint van een uitgedund peloton won ze haar derde Nederlandse titel op kunstijs.

### Uitslag[3]
| Pos.   | Schaatser                 | Ploeg                                 |
| ------ | ------------------------- | ------------------------------------- |
| Goud   | Mariska Huisman           | Haardhout.com                         |
| Zilver | Irene Schouten            | Team New Balance                      |
| Brons  | Foske Tamar van der Wal   | Mobility Service/Okkinga Communicatie |
| 4      | Sharon Hendriks           | Mobility Service/Okkinga Communicatie |
| 5      | Janneke Ensing            | Team SchaatsHart                      |
| 6      | Antoinette de Jong        | Team 'Langebaan'                      |
| 7      | Carla Ketellapper-Zielman | Palet Schilderwerken                  |
| 8      | Marieke Dohle-Van Hoek    | Big Machinery - Meer Magazijn         |
| 9      | Elma de Vries             | MKBasics.nl                           |
| 10     | Emma Engbers              | Mastermind                            |

## Neo-senioren
In de wedstrijd van de neo-senioren (mannen tot 23 jaar) was Remco Schouten na 100 ronden de beste, samen met medevluchter Derk Abel Beckeringh had hij een ronde voorsprong op het peloton en na een minutenlange 'surplace' troefde hij zijn medevluchter af. De strijd om brons werd gewonnen door Luuc Bugter.

## Masters
In de wedstrijd van de masters (mannen vanaf 40 jaar) won Arjan Elferink na 70 ronden met een solo. Arnold Gaasenbeek won zilver en Kurt van de Nes won brons.